# Negatywna selekcja
Negatywna selekcja (ang. adverse selection) – sytuacja, w której asymetria informacji prowadzi do zawodności rynku i powoduje wypieranie produktu lepszego przez gorszy. 
Jeden z pierwszych formalnych modeli negatywnej selekcji został wprowadzony do teorii ekonomii przez amerykańskiego ekonomistę George'a A. Akerlofa, który za swój wkład w analizę rynków cechujących się asymetrią informacji otrzymał w 2001 roku Nagrodę Nobla w dziedzinie ekonomii.

## Przykład
George Akerlof analizował sytuację negatywnej selekcji, która może wystąpić na rynku używanych samochodów. Warunkiem koniecznym, aby mogła mieć miejsce negatywna selekcja, jest asymetria informacji. W przypadku rynku używanych samochodów Akerlof założył, że sprzedawca zna stan techniczny pojazdu lepiej niż kupujący. Aby przedstawić idee Akerlofa w uproszczeniu można założyć, że istnieją tylko dwa rodzaje samochodów: "w dobrym stanie", za który kupujący jest skłonny zapłacić 20 tysięcy złotych oraz "w złym stanie", za które kupujący jest skłonny zapłacić tylko 10 tysięcy złotych. Jeżeli połowa samochodów jest w dobrym stanie, a połowa w złym, wówczas z pewnością kupujący, który nie zna stanu technicznego pojazdu, jest skłonny zapłacić nie więcej niż 15 tysięcy złotych za samochód, co stanowi jego wartość oczekiwaną. Jeżeli sprzedający samochody w dobrym stanie oczekują więcej niż 15 tysięcy złotych za swoje pojazdy (o wartości 20 tysięcy złotych dla kupujących), wówczas, jak zauważył Akerlof, wycofają się oni z rynku. Na rynku pozostaną wyłącznie "cytryny", za które kupujący zapłacą 10 tysięcy złotych, zaś sprzedawcy "wiśni" nie będą w stanie sprzedać swoich pojazdów.
Model przedstawiony przez Akerlofa ilustruje zawodność mechanizmu rynkowego na rynku, który poza asymetryczną informacją jest doskonale konkurencyjny. Zawodność rynku prowadzi do tego, że na rynku dominują samochody niskiej jakości i nie jest osiągnięte optimum Pareta. Dzieje się tak wówczas, gdy rynek nie jest doskonały i przez asymetrię informacji dobra o różnych cechach są wymieniane na tym samym rynku, a zatem - mimo że różne - mają jednakową cenę.

## Inne przykłady
Negatywna selekcja może mieć miejsce na wielu innych rynkach, w których występuje asymetria informacji, szczególnie na rynku ubezpieczeń. Na przykład na rynku ubezpieczeń na życie firma ubezpieczeniowa może mieć gorszą informację na temat zdrowia i stylu życia niż klienci wykupujący jej polisę. W tej sytuacji, inaczej niż w modelu Akerlofa, kupujący mają więcej informacji niż sprzedający. Jeżeli wszystkie sprzedawane polisy muszą być w jednakowej cenie, wówczas mogą one być zbyt drogie dla osób zdrowych i rynek będzie zdominowany przez osoby o gorszym zdrowiu.
Sytuację podobną do negatywnej selekcji opisuje również prawo Kopernika-Greshama, które mówi, że "waluta gorsza wypiera lepszą".